# Hennie Kuiper
Hennie Kuiper (nacido el 3 de febrero de 1949 en Denekamp, Overijssel) fue un ciclista neerlandés, profesional entre los años 1973 y 1988, durante los cuales logró 81 victorias. Es considerado como uno de los mejores ciclistas de la historia.
Entre sus principales logros se encuentran la medalla de oro en la prueba en ruta de los Juegos Olímpicos de Múnich, por aquel entonces disputada por amateurs y, el Campeonato del Mundo en ruta de 1975, así como el triunfo en cuatro de los cinco Monumentos. Participó en doce ediciones del Tour de Francia, finalizando segundo en dos ocasiones y ganando la mítica etapa de Alpe d'Huez también en dos ocasiones, consecutivamente en 1977 y en 1978. Kuiper y los italianos Ercole Baldini y Paolo Bettini son los únicos ciclistas que han ganado una medalla de oro en la prueba en ruta de los Juegos Olímpicos y del Mundial.
Se crio en una granja en su pueblo natal, junto a cinco hermanos y una hermana. Su primer contacto con la bicicleta fue como medio de transporte para ir a la escuela. Comenzó a participar en carreras júnior a los 14 años, y entre los 19 y 23 años logró 39 victorias como amateur, destacando por encima de todas la medalla de oro de los Juegos Olímpicos.
Sus mejores resultados en Grandes Vueltas los logró en el Tour de Francia, donde ganó varias etapas y fue 2.º en 1977 y 1980. También fue 4.º en 1979. En la Vuelta a España también consiguió triunfos de etapa, finalizando 5.º en las ediciones de 1975 y 1983.
Se retiró el 6 de noviembre de 1988 a los 39 años. Tras su retirada, Hennie Kuiper se convirtió en director deportivo de un pequeño equipo alemán. Más tarde, dirigió, entre otros, al Telekom y al Motorola. Desde 1997, es relaciones públicas del equipo Rabobank y entrenador del equipo nacional neerlandés.

## Reconocimientos
- Fue designado como uno de los ciclistas más destacados de la historia al ser elegido en el año 2002 para formar parte de la Sesión Inaugural del Salón de la Fama de la UCI.[1]

## Palmarés
| 1970 (como amateur) - 1 etapa de la Vuelta a Yugoslavia 1971 (como amateur) - 1 etapa de la Vuelta a Renania-Palatinado - 1 etapa de la Vuelta a Yugoslavia 1972 (como amateur) - Juegos Olímpicos en Ruta - Milk Race - Tour de Drenthe - 1 etapa del Tour de Limousin 1973 - 1 etapa del Tour de l'Aude 1974 - Tour d'Indre-et-Loire 1975 - Campeonato Mundial en Ruta - Campeonato de los Países Bajos en Ruta - 1 etapa de la Vuelta a España 1976 - Vuelta a Suiza, más 1 etapa - 1 etapa del Tour de Francia - 1 etapa de la Vuelta a España - 3.º en el Campeonato de los Países Bajos en Ruta | 1977 - 2.º en el Tour de Francia, más 1 etapa 1978 - 1 etapa del Tour de Francia - 1 etapa del Dauphiné Libéré 1979 - Premio de la Combatividad 1980 - 2.º en el Tour de Francia 1981 - Tour de Flandes - Giro de Lombardía 1982 - G.P. de Wallonie 1983 - París-Roubaix 1985 - Milán-San Remo |

## Resultados

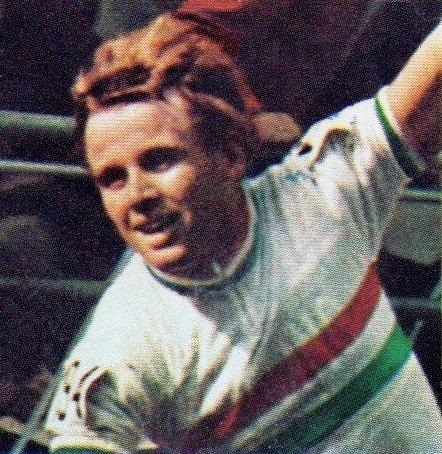
Kuiper en 1973.

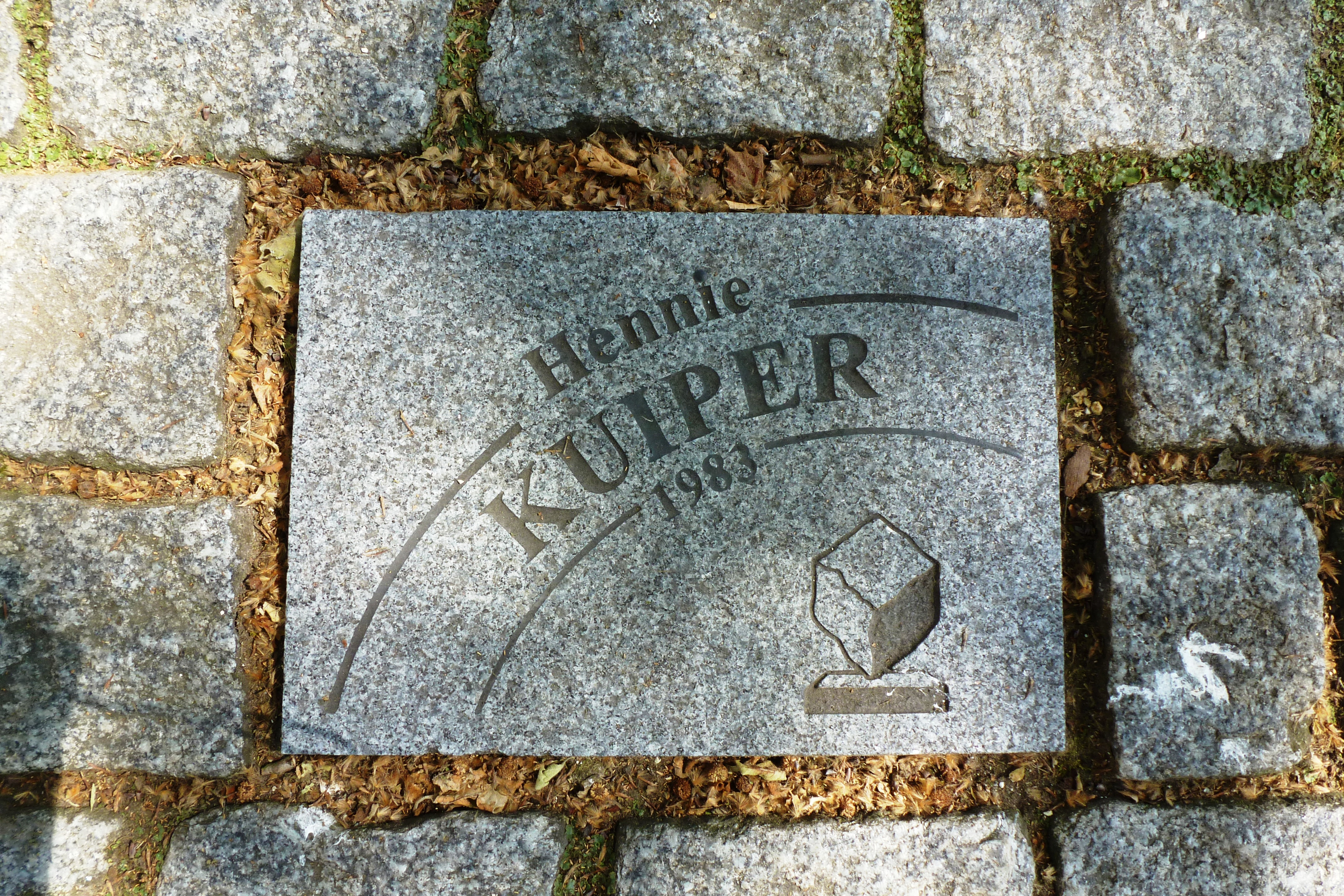
Losa de pavimento dedicada a Kuiper por su victoria en la París-Roubaix de 1983.

Durante su carrera deportiva consiguió los siguientes puestos en las Grandes Vueltas, vueltas menores y carreras de un día:

### Grandes Vueltas
| Carrera | Carrera         | 1972 | 1973 | 1974 | 1975 | 1976 | 1977 | 1978 | 1979 | 1980 | 1981 | 1982 | 1983 | 1984 | 1985 | 1986 | 1987 | 1988 |
| ------- | --------------- | ---- | ---- | ---- | ---- | ---- | ---- | ---- | ---- | ---- | ---- | ---- | ---- | ---- | ---- | ---- | ---- | ---- |
|         | Giro de Italia  | —    | 16.º | Ab.  | —    | —    | —    | —    | —    | —    | —    | —    | —    | —    | —    | 22.º | 44.º | —    |
|         | Tour de Francia | —    | —    | —    | 11.º | Ab.  | 2.º  | Ab.  | 4.º  | 2.º  | 30.º | 9.º  | Ab.  | 56.º | Ab.  | —    | —    | 95.º |
|         | Vuelta a España | —    | —    | —    | 5.º  | 6.º  | —    | —    | —    | —    | —    | —    | 5.º  | —    | —    | —    | —    | —    |

### Vueltas menores
| Carrera | Carrera                | 1972 | 1973 | 1974 | 1975 | 1976 | 1977 | 1978 | 1979 | 1980 | 1981 | 1982 | 1983 | 1984 | 1985 | 1986 | 1987 | 1988 |
| ------- | ---------------------- | ---- | ---- | ---- | ---- | ---- | ---- | ---- | ---- | ---- | ---- | ---- | ---- | ---- | ---- | ---- | ---- | ---- |
|         | París-Niza             | —    | 35.º | 7.º  | —    | 2.º  | 71.º | 7.º  | —    | 13.º | 12.º | 7.º  | 38.º | —    | —    | —    | —    | 21.º |
|         | Tirreno-Adriático      | —    | —    | —    | 9.º  | —    | —    | —    | —    | —    | —    | —    | —    | —    | 21.º | —    | —    | —    |
|         | Volta a Cataluña       | —    | 10.º | 7.º  | —    | —    | —    | —    | —    | —    | —    | —    | —    | —    | —    | —    | —    | —    |
|         | Tour de Romandía       | —    | —    | 17.º | —    | —    | —    | 2.º  | —    | 18.º | —    | —    | —    | —    | —    | —    | 20.º | —    |
|         | Critérium del Dauphiné | —    | —    | —    | —    | —    | —    | 9.º  | 27.º | 4.º  | —    | —    | —    | —    | —    | —    | —    | —    |
|         | Vuelta a Suiza         | —    | —    | —    | —    | 1.º  | 14.º | 4.º  | —    | —    | —    | —    | —    | —    | —    | 37.º | —    | —    |

### Clásicas, Campeonatos y JJ. OO.
| Carrera                | Carrera                | 1972 | 1973          | 1974          | 1975          | 1976  | 1977          | 1978          | 1979          | 1980  | 1981          | 1982          | 1983          | 1984  | 1985          | 1986          | 1987          | 1988 |
| ---------------------- | ---------------------- | ---- | ------------- | ------------- | ------------- | ----- | ------------- | ------------- | ------------- | ----- | ------------- | ------------- | ------------- | ----- | ------------- | ------------- | ------------- | ---- |
| Omloop Het Nieuwsblad  | Omloop Het Nieuwsblad  | —    | —             | —             | —             | 2.º   | —             | 21.º          | —             | —     | 11.º          | 50.º          | —             | —     | 36.º          | X             | 17.º          | 23.º |
| Kuurne-Bruselas-Kuurne | Kuurne-Bruselas-Kuurne | —    | —             | —             | —             | —     | —             | —             | —             | —     | —             | —             | 22.º          | —     | 6.º           | X             | —             | —    |
|                        | Milán-San Remo         | —    | 58.º          | 26.º          | 36.º          | 67.º  | 104.º         | 26.º          | —             | Ab.   | Ab.           | 30.º          | 18.º          | Ab.   | '1.º'         | 79.º          | 116.º         | 50.º |
| E3 Harelbeke           | E3 Harelbeke           | —    | 31.º.         | 24.º          | —             | 30.º  | 31.º          | 19.º          | —             | —     | 7.º           | 28.º          | 24.º          | —     | 13.º          | 10.º          | —             | —    |
| Gante-Wevelgem         | Gante-Wevelgem         | —    | 46.º          | 33.º          | —             | —     | —             | —             | 10.º          | 8.º   | 103.º         | —             | —             | —     | —             | —             | —             | —    |
|                        | Tour de Flandes        | —    | 36.º          | 54.º          | Ab.           | 44.º  | '10.º'        | 15.º          | '7.º'         | 22.º  | '1.º'         | 16.º          | 13.º          | 31.º  | '3.º'         | 24.º          | —             | 48.º |
| Scheldeprijs           | Scheldeprijs           | —    | —             | —             | 19.º          | —     | —             | —             | —             | —     | 34.º          | —             | —             | —     | —             | —             | —             | —    |
|                        | París-Roubaix          | —    | 31.º          | 42.º          | 29.º          | '4.º' | '10.º'        | '6.º'         | '3.º'         | 15.º  | '6.º'         | 15.º          | '1.º'         | '9.º' | '8.º'         | —             | 11.º          | —    |
| Flecha Brabanzona      | Flecha Brabanzona      | —    | 13.º          | 22.º          | 31.º          | —     | 11.º          | 25.º          | —             | —     | 17.º          | 6.º           | —             | —     | 22.º          | —             | —             | —    |
| Amstel Gold Race       | Amstel Gold Race       | —    | '5.º'         | 15.º          | '9.º'         | '5.º' | '3.º'         | '5.º'         | 12.º          | 11.º  | 50.º          | '6.º'         | —             | 11.º  | —             | 24.º          | 28.º          | —    |
| Flecha Valona          | Flecha Valona          | —    | 57.º          | 18.º          | 22.º          | 29.º  | 11.º          | '6.º'         | '9.º'         | '7.º' | 45.º          | '5.º'         | 16.º          | 33.º  | —             | 31.º          | —             | —    |
|                        | Lieja-Bastoña-Lieja    | —    | —             | 12.º          | 27.º          | '5.º' | Ab.           | '6.º'         | 27.º          | '2.º' | 12.º          | 23.º          | '6.º'         | 29.º  | Ab.           | Ab.           | 51.º          | —    |
| Campeonato de Zúrich   | Campeonato de Zúrich   | —    | 2.º           | 9.º           | —             | —     | —             | —             | —             | —     | 16.º          | 26.º          | —             | 10.º  | 60.º          | —             | —             | —    |
| París-Tours            | París-Tours            | —    | 30.º          | —             | —             | 14.º  | '3.º'         | 11.º          | 17.º          | 23.º  | '8.º'         | '6.º'         | 16.º          | 23.º  | 31.º          | 41.º          | 33.º          | —    |
|                        | Giro de Lombardía      | —    | Ab.           | —             | —             | —     | —             | —             | '10.º'        | '5.º' | '1.º'         | '10.º'        | '4.º'         | 14.º  | 30.º          | —             | —             | —    |
| JJ. OO. (Ruta)         | JJ. OO. (Ruta)         | 1.º  | No se disputó | No se disputó | No se disputó | —     | No se disputó | No se disputó | No se disputó | —     | No se disputó | No se disputó | No se disputó | —     | No se disputó | No se disputó | No se disputó | —    |
| Mundial en Ruta        | Mundial en Ruta        | —    | 22.º          | —             | 1.º           | 21.º  | 4.º           | —             | 19.º          | Ab.   | 69.º          | 35.º          | Ab.           | —     | Ab.           | —             | —             | —    |
| Países Bajos en Ruta   | Países Bajos en Ruta   | —    | —             | —             | 1.º           | 3.º   | —             | 9.º           | 6.º           | —     | 10.º          | —             | —             | 13.º  | —             | —             | 6.º           | 14.º |

 —: No participa

Ab.: Abandona

X: Ediciones no celebradas